# Sauropus assimilis
Sauropus assimilis är en emblikaväxtart som beskrevs av George Henry Kendrick Thwaites. Sauropus assimilis ingår i släktet Sauropus och familjen emblikaväxter. IUCN kategoriserar arten globalt som akut hotad.
Artens utbredningsområde är Sri Lanka. Inga underarter finns listade i Catalogue of Life.